# David Blue
David Blue (Long Island, 17 gennaio 1982) è un attore statunitense.
Scrittore, oltre che attore, è conosciuto per aver interpretato il personaggio di Eli Wallace nella serie televisiva di fantascienza Stargate Universe.

## Filmografia parziale

### Cinema
- Dark Reality (2004)
- Il peggior allenatore del mondo (The Comebacks), regia di Tom Brady (2007)
- This Can't Be My Life (2007)
- Divorzio d'amore (Divorce Invitation), regia di S.V. Krishna Reddy (2012)
- 12 giorni di regali (12 Days of Giving), regia di Christine Conradt (2017)
- La competizione (The Competition), regia di Harvey Lowry (2018)

### Televisione
- Ugly Betty - serie TV, 7 episodi (2007-2008)
- Moonlight - serie TV, 5 episodi (2008)
- Stargate Universe - serie TV, 40 episodi (2009-2011)
- Rizzoli & Isles - serie TV, episodio 4x12 (2013)
- Castle - serie TV, episodio 6x08 (2013)
- Henry Danger - serie TV, 3 episodi (2018)

#### Videogiochi
- Sunset Everdrive (2013)

## Doppiatori italiani
Nelle versioni in italiano delle opere in cui ha recitato, David Blue è stato doppiato da:
- Marco Bassetti in Divorzio d'amore
- Gabriele Sabatini in Castle
- Gianluca Crisafi in La competizione
- Emiliano Coltorti in Henry Danger

Da doppiatore è stato sostituito da
- Francesco Mei in Sunset Overdrive [1]